# Red Norvo

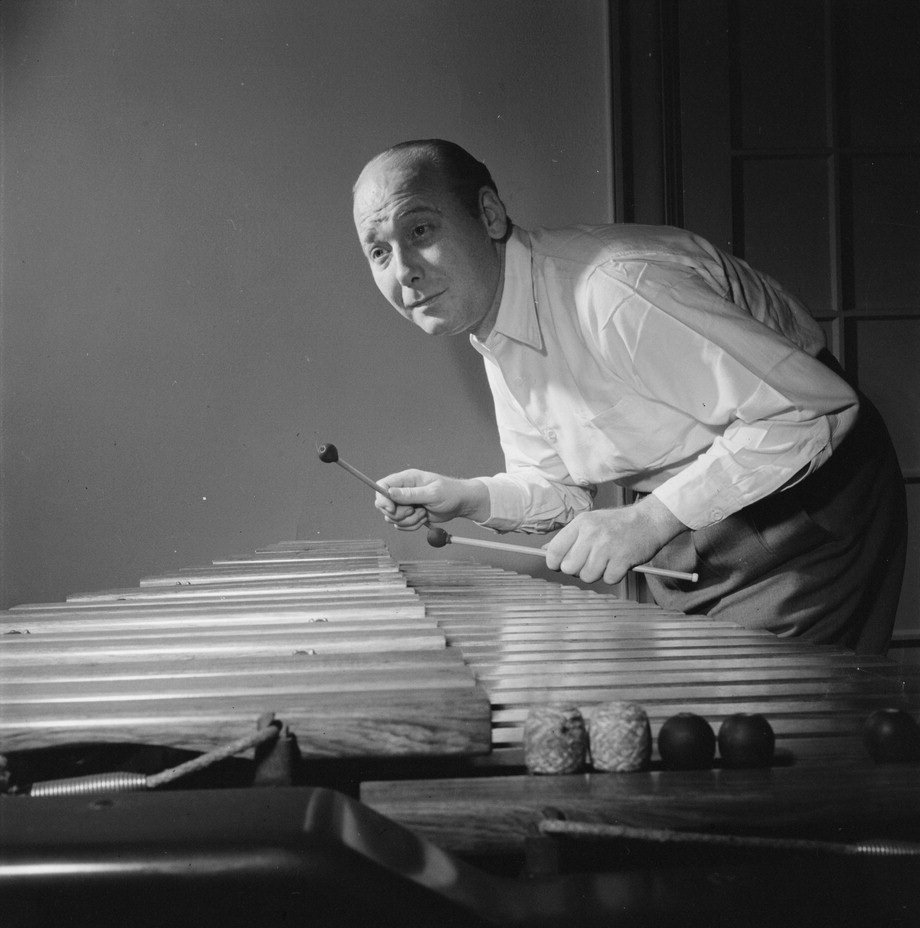
Red Norvo

Kenneth Norville (Beardstown, 31 de marzo de 1908 - Santa Mónica, 6 de abril de 1999), conocido como Red Norvo, fue un vibrafonista, xilofonista y director estadounidense de jazz. 
Conocido como Mr. Swing (junto con su mujer Mildred Bailey, conocida asimismo como Mrs.Swing), fue una de las grandes figuras de la época del swing tocando el xilófono; en 1943 empezó a tocar el vibráfono y, aunque no alcanzó las cotas de popularidad de otros maestros como Lionel Hampton, su presencia en el mundo del jazz fue constante tanto como músico como líder de pequeñas orquestas.

## Reseña biográfica
Comenzó tocando la marimba cuando tenía 14 años pero se cambió pronto al xilófono. Figura popular en el ámbito del vodevil a finales de los años veinte como bailarín, Norvo se unió a la orquesta de Paul Whiteman a comienzos de los años treinta (donde conoció y se casó con Mildred Bailey). Grabó temas muy exitosos que le confirieron fama de virtuoso e imaginativo; en dos de ellos ("Dance of the Octopus" y "In a Mist") tuvo de acompañante al clarinete bajo de Benny Goodman. 
Lideró luego su propia orquesta entre 1936 y 1944, contando con el arreglista Eddie Sauter. En 1944, Norvo, tocando ya el vibráfono, disolvió su banda y se unió al sexteto de Benny Goodman, aproximándose luego al bop: tocó con Charlie Parker y Dizzy Gillespie en 1945, trabajó en uno de los primeros grupos de Woody Herman y grabó con Stan Hasselgard en 1948. A comienzos de los cincuenta, Norvo formó un trío con el guitarrista Tal Farlow (y, más tarde, Jimmy Raney) y el bajo Charles Mingus (después Red Mitchell). 
A lo largo de la década, lideró varios grupos y colaboró también con Benny Goodman. En los sesenta, Norvo se hubo de adaptar tras una seria operación en el oído. Trabajó con los All-Stars a finales de la década, y desde mediados de los setenta a mediados de los ochenta estuvo muy activo a través de varias grabaciones. Sin embargo, su oído le volvió a dar problemas y un ataque al corazón le dejó imposibilitado para la actividad musical.

## Selección discográfica
- 1945: Fabulous Jam Session	 	(Stash)

- 1945: Fabulous Jazz Session	 	(Dial)

- 1950: Red Norvo Trio with Tal Farlow and Charles Mingus at the Savoy [live]	 	(Savoy)

- 1953: The Red Norvo Trios	(Prestige)

- 1954: Just a Mood	(Bluebird)

- 1958: Red Plays the Blues	 	(RCA)